# 하인리히 쉬츠

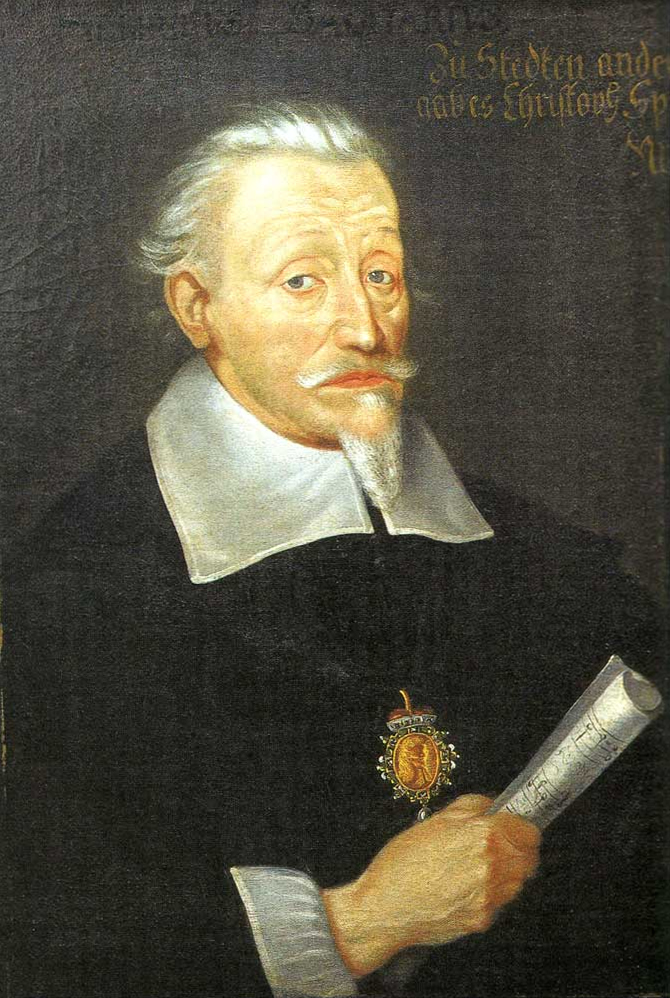
하인리히 쉬츠

하인리히 쉬츠(독일어: Heinrich Schütz, 1585년 8월 8일 ~ 1672년 11월 6일)는 독일의 작곡가이다. 폭넓은 인문주의적 교양을 기초로 독일의 전통적인 폴리포니에 이탈리아 초기 바로크의 극적이며 표출적인 양식을 채택하여 많은 감동적인 교회음악을 작곡하였다. 바흐로부터 1백년 전인 1585년에 중부 독일의 튀링겐 지방에서 태어나, 소년시절부터 카셀의 헤센 변경의 영주에게 재능을 인정받았다. 1609년 이탈리아의 베네치아에 유학하여 대작곡가인 조반니 가브리엘리를 사사, 새로운 바로크 양식을 습득하였다. 귀국 후에는 카셀의 궁정 오르가니스트가 되었고, 1617년에는 작센 선제후의 궁정악장으로서 드레스덴에 초빙되어, 일생의 대부분을 이 지방에서 보냈다. 《부활제 오라토리오》, 종교합창곡집 《칸초네스 사크레》(1624) 등으로 점차 명성을 떨쳤으며, 1628년에는 다시 이탈리아로 가서 몬테베르디에게서 극음악의 양식을 배웠다. 《심포니 사크레》(1629)나 《크라이네 가이스트리헤 콘체르테》(1636-1639)는 그 성과를 보이고 있다. 그 후 《종교합창곡집》(1648)으로부터 만년의 《마태 수난곡》(1666)에 이르기까지 뛰어난 작품을 계속 작곡하여 독일교회음악의 아버지가 되었고, 1672년 87세의 고령으로 드레스덴에서 사망하였다.